# Хартал
Хартал (хинди हड़ताल, буквально — закрытие лавок) — на языках Южной Азии, форма забастовок в Индии, Пакистане, Бангладеш, Шри-Ланке, Малайзии, сопровождающихся массовым закрытием лавок, бойкотом иностранных товаров.
Первоначально выражение на гуджаратском языке (har — «всё» и tal(a) — «закрывать»), введено в широкий обиход Махатмой Ганди. В первой половине XX века широко применялась сторонниками национально-освободительного движения против английских властей, приобретя характер всеобщей забастовки, в которой участвовали рабочие, средние слои города, торговцы, студенты, школьники. После достижения Индией независимости как метод политической борьбы иногда использовался различными политическими партиями. Широко известен хартал 1953 года на Цейлоне. В Малайзии в 1940–1960-е годы прошла серия харталов.
Сегодня хартал используется различными партиями как метод политической борьбы и фактически обозначает всеобщую забастовку. В Пакистане и Бангладеш является признанным политическим методом выражения общественного несогласия с теми или иными действиями властей. В Бангладеш помимо хартала используется другой, близкий по сути способ давления на власти — обородх (блокада), во время которого перекрываются все пути сообщения (автомобильное, железнодорожное, водное) между городами, но экономическая деятельность в стране, насколько это возможно в данных условиях, продолжается.
В дни проведения харталов любая деятельность приостанавливается: не работают коммерческие структуры, государственные учреждения, затруднены перемещения по стране.
Мероприятие включает в себя также проведение митингов и демонстраций протеста.